# Rozdollea, Henicesk
Rozdollea (în ucraineană Роздолля) este un sat în comuna Plavske din raionul Henicesk, regiunea Herson, Ucraina.

## Demografie
Componența lingvistică a localității Rozdollea
     Ucraineană (72,34%)
     Rusă (23,4%)
Conform recensământului din 2001, majoritatea populației localității Rozdollea era vorbitoare de ucraineană (72,34%), existând în minoritate și vorbitori de rusă (23,4%).